# Ле-Туке-Пари-Плаж
Ле-Туке-Пари-Плаж (фр. Le Touquet-Paris-Plage) — коммуна во Франции, регион О-де-Франс, департамент Па-де-Кале, округ Монтрёй-сюр-Мер, кантон Этапль. Расположена в 92 км к западу от Арраса и в 120 км к юго-западу от Лилля, в 7 км от автомагистрали А16 «Европейская», на берегу пролива Ла-Манш.
Население (2018) — 4 229 человек.
Ле-Туке-Пари-Плаж, или просто Ле-Туке, в настоящее время — самый элегантный морской курорт на севере Франции, место расположения множества фешенебельных отелей и отдыха зажиточных парижан. В городе много оригинальных зданий, поблизости расположен аэропорт.

## История
Ле-Туке-Пари-Плаж был основан в 1876 году Ипполитом де Вильмессаном (Hippolyte de Villemessant), основателем и владельцем популярной газеты «Фигаро». В этом месте протяженные песчаные дюны чередовались с лесами. Название города имеет пикардийское происхождение и означает «угол», что отражает фактическое место его расположения между морским побережьем и рекой Канш. Полностью название города переводится как «Париж на море». Местные власти с самого начала привлекали для строительства зданий в городе талантливых архитекторов с неординарными взглядами, вследствие чего Ле-Туке приобрел неповторимый фешенебельный облик.
В городе находится частный дом супруги президента Макрона Брижит.

## Достопримечательности
- Здание мэрии постройки 1931 года
- Здание почты постройки 1927 года
- Церковь Святой Жанны д’Арк 1910—1911 годов
- Серии изысканных вилл, построенных известными архитекторами I половины XX века

## Экономика
Структура занятости населения:
- сельское хозяйство — 0,2 %
- промышленность — 5,3 %
- строительство — 4,3 %
- торговля, транспорт и сфера услуг — 59,1 %
- государственные и муниципальные службы — 31,0 %

Уровень безработицы (2017) — 16,1 % (Франция в целом — 13,4 %, департамент Па-де-Кале — 17,2 %). 

Среднегодовой доход на 1 человека, евро (2018) — 27 520 (Франция в целом — 21 730, департамент Па-де-Кале — 19 200).

## Демография
Динамика численности населения, чел.

## Администрация
Пост мэра Ле-Туке-Пари-Плаж в 2008—2017 и с 2020 года занимает член партии Республиканцы
Даниэль Факель (Daniel Fasquelle). На муниципальных выборах 2020 года возглавляемый им правый блок победил во 2-м туре, получив 51,04 % голосов.
| Период | Период | Фамилия           | Партия                                                   | Примечания                                                                    |
| ------ | ------ | ----------------- | -------------------------------------------------------- | ----------------------------------------------------------------------------- |
| 1969   | 1995   | Леонс Депре       | Союз за французскую демократию                           | директор компании, депутат Национального собрания                             |
| 1995   | 2001   | Филипп Котрель    | Разные правые                                            | директор компании                                                             |
| 2001   | 2008   | Леонс Депре       | Союз за французскую демократию Союз за народное движение | директор компании, депутат Национального собрания                             |
| 2008   | 2017   | Даниэль Факель    | Союз за народное движение Республиканцы                  | юрист, почетный декан юридического факультета, депутат Национального собрания |
| 2017   | 2020   | Лилиан Люссиньоль | Республиканцы                                            | глава миссии                                                                  |
| 2020   |        | Даниэль Факель    | Республиканцы                                            | юрист, почетный декан юридического факультета, депутат Национального собрания |

## Города-побратимы
- Риксансар, Бельгия
- Уитни, Великобритания
- Винтерберг, Германия
- Сиди-Бу-Саид, Тунис
- Кэри, США
- Экбольсайм, Франция

## Известные уроженцы
- Кристиан Ферра (1933—1982), скрипач
- Кароль Фив — писатель

## Галерея
- Вилла Валлон
- Вилла Сен-Августин
- Казино
- Церковь Святой Жанны д'Арк
- Пляж
- Вид на город с дюн
- Отель Вестминстер
- Улица Сен-Жан